# 60番勝負
『60番勝負』（ろくじゅうばんしょうぶ）は、2013年2月2日・3日未明（1日・2日深夜）にNHKと日本テレビが共同制作で生放送したバラエティ番組。
正式タイトルは第1夜が『TV60 NHK×日テレ 60番勝負』、第2夜が『日本テレビ開局60年特別番組 TV60 日テレ×NHK 60番勝負』。第1夜・第2夜ともにMCは中居正広。
「テレビの未来」をテーマに両局が共同で60の企画に挑戦した。

## 概要
2013年に、ともにテレビ放送開始60周年を迎えたNHKと日本テレビによる初の共同制作番組で、同年1月15日に制作発表された。2月1日がNHK総合テレビジョンの本放送開始からちょうど60年にあたることから、翌日（2日）と翌々日（3日）の未明（当日・翌日の深夜）に放送された。
第1夜の放送はNHK放送センター101スタジオから、第2夜の放送は日本テレビ汐留本社スタジオから全国ネットで生放送された。両局各々に所属するフリーでないアナウンサーが相互に他局に出入りし、相手団体の放送網で、さらには生放送で流される事自体、極めて稀である。
視聴者参加型のデジタル展開を行い、60の企画の勝負中、視聴者はデータ放送やスマートフォンを通して番組に参加できる。面白いと思ったり、共感した時に「イィ」ボタンを押すことができ、視聴者から贈られた「イィ」の数はリアルタイムで集計される。最終的にNHKと日本テレビのどちらがより多くの「イィ」を獲得するかで勝敗を決する（2日目のCM中はカウント対象外）。2夜合計で 19,768,656回の「イィ」が寄せられ、総数ではNHKの勝利となった。
なお、この「イィ」ボタンの文字、「イ」の意匠は、1926年12月25日、技術者であった高柳健次郎が世界で初めてテレビの電送・受像実験を行った際に、ブラウン管受像機に映し出した「イ」の書体を使用していた。詳細はテレビ受像機も参照。
スタジオ観覧者として、両局を代表する職員やスタッフが参加した（この状況を第1夜出演者の爆笑問題・太田光は「芸能人にしか分からない豪華さ」と称していた）。
また、本番組に合わせて、Twitterではイベントページも作成された。

## 対決内容

### 「60年アーカイブス対決」企画
- 2日間に渡り、両局が秘蔵VTRを出し合い、「イィ」獲得数を競う「大物レア映像対決」「ハプニング映像対決」などの複数のテーマで対決企画を行った。
  - 1夜目のNHK側は、幾つかの例として、「両局相互の歴史紹介の最後、『第45回紅白歌合戦（1994年・平成6年）』の際、日本テレビのバラエティ番組『進め!電波少年』の松本明子がアポなしで潜入し紛れ込んだというオチ」といった有名なネタはもちろん、「風俗に関するドキュメンタリー番組の部分再放送ながらも、女性の裸体をシルエット等ではなくほぼそのまま放送」といった内容、そして『趣味百科ヨーガ』の放送場面で、特に多い「イィ」獲得数を記録している[5]。その他多数、例出のような2013年当時のNHKの放送姿勢からはまったく考えられない、強烈に意外性の高いVTRの数々を披露した。一方1夜目の日本テレビ側は、読売ジャイアンツの長嶋茂雄の話題などの懐かしいネタも多数見られ、内容的には総じて、昭和期のお笑い番組の振り返りに近しい内容を披露するものとなっていた。

### 「交換留学」企画
- 両局の若手ディレクターが互いの局の長寿番組の制作現場に参加する[1]。
  - 日本テレビからは『シューイチ』担当の渡辺春佳を『NHKのど自慢』（2013年1月27日放送・高知県須崎市立市民文化会館からの回）に派遣し、その模様を『はじめてのおつかい』風の演出で放送。
  - NHKからは津放送局の藤本洋平を『欽ちゃん&香取慎吾の全日本仮装大賞』（2013年1月12日放送・第89回大会）に派遣し、その模様を『プロフェッショナル 仕事の流儀』風の演出で放送[7]。

### 潜入企画
- NHK放送センター内に阿部祐二（『スッキリ!!』リポーター）が、日本テレビ局内にはいだしょうこ（元『おかあさんといっしょ』うたのおねえさん）とEテレ番組キャラクターのはに丸（『おーい!はに丸』）・ゴン太（『できるかな』）が潜入し、名物局員や驚きの設備などを調査する企画[1]。
  - NHK局内への潜入企画では、福田彩乃が撮影に同行していた（取材担当ではなく、映像内での演出としてものまねで出演）。
  - はに丸の声を当てた田中真弓は、日本テレビへの取材に同行し、同時アテレコを行っていたという[8]。同じくゴン太の声を出す担当も同行していた。
  - はに丸が日本テレビの福田博之編成部長[9]に「三冠王ってどんな王様?」と質問したシーンで、2日目の放送時間内で2番目の多さとなる3万8135「イィ」を記録している[4]。

### 「24時間でドラマ対決」企画
- 第1夜の放送に出たお題と条件をもとに、第2夜の放送までに5分間のミニドラマを両局のトップクリエイターが制作する。
  - 第1夜放送中に、6種類のジャンルからそれぞれ2種類ずつを選び、そのテーマに沿ったドラマを制作する。ロケ地はそれぞれの局内およびその周辺。主演俳優のみ事前に手配可能。
  - 第1夜終了後から第2夜開始までの間、日本テレビ社内の応接室に拠点を設け、YouTubeを使って両局のドラマ制作の模様をストリーミング配信した。

#### NHK側
- NHKは『坂の上の雲』を手掛けたプロデューサーの西村与志木とディレクターの一色隆司が担当。テーマは「ホラー」と「アクション」。出演は松坂慶子（第1夜放送中の時点で主演として公表していた）、藤本隆宏。
  - 引退を決意した女優、澤木美鈴（松坂）は、最後の仕事を終えた楽屋で、ファンからの花束をADから受け取った。その中には手紙が入っており、“懐かしい101スタジオで待つ...”とあった。101スタジオに向かった美鈴を待っていたのは、20年前に姿を消した愛人、田島和樹だった...
- NHKのドラマ放映の冒頭で、2日目の放送時間内で最多となる3万8313「イィ」を記録している[4]。

#### 日本テレビ側
- 日本テレビは『女王の教室』を手がけたディレクターの大塚恭司が担当した。テーマは「サスペンス」と「ファンタジー」。日本テレビ側は土屋敏男の発案により全くのゼロから制作を開始することになり、担当者も第1夜放送中に発表されるまで公表されず、主演の手配も事前に行われなかった[5]。本番後の大塚からの依頼に応じた三木聡が脚本を作成。出演はゆきおとこ、トリンドル玲奈、ふせえり、森下能幸、苅谷俊介、団時朗ほか。
  - ある日のテレビ局の通用口前の守衛（森下能幸）のところに、オーディションを受けに来たと言う“クリスティかざみや”（トリンドル玲奈）と名乗る女性が来館した。ちょうどそこにプロデューサーの“ひらさか”（ゆきおとこ）がクリスティを出迎え、入構者名簿にも名前があったので通すことにしたが、その後やはり“クリスティかざみや”と名乗る別の女性が通用口に現れ、守衛と揉めることになる。守衛がその場に居合わせた女性局員（ふせえり）と共に最初に入った女性を捜索するうちに、22年前から毎月オーディションが開催されており、22年前のオーディションの合格者の名が“クリスティかざみや”であることが発覚する。何故22年もオーディションを開催し続けているのか。2人がスタジオを覗くと、そこに驚愕するような光景があった...

### スタジオセット
スタジオセットの左半分をNHK、右半分を日本テレビが制作する企画（2日とも同じセットを使う）。NHK側は見た目は簡素でありながら、カッチリとした横並びブースに、最新のLEDパネルを前面搭載したセットを、一方日本テレビ側は、色彩豊かな電飾を活用した、2010年頃以降のトーク系番組でよく使われるようなものに近しい、比較的オープンな雰囲気を醸すセットであった。

## 出演者

### 2月2日未明・NHK×日テレ
司会
- 中居正広（当時SMAP）- 共通MC[3]
- 武内陶子（NHKアナウンサー）
- 桝太一（日本テレビアナウンサー）

スペシャルゲスト
- 爆笑問題（太田光・田中裕二）

ゲスト
- NHK側：阿川佐和子、荒俣宏、友近、千原ジュニア（千原兄弟）
- 日本テレビ側：テリー伊藤、SHELLY、林家たい平、森三中

サプライズゲスト
- 明石家さんま

第1夜目終盤、30分近いトークを披露した。これについては、日本テレビの土屋敏男の出演依頼に応じたもので、「日テレとNHKが一緒にやる番組は面白いから」と出演理由を話している。
さんまがNHKの番組に出演するのは1985年の連続テレビ小説『澪つくし』以来28年ぶりと報道されたが、この理由については1983年の『クイズ面白ゼミナール』に出演した際、「鉛筆」がテーマの回で鉛筆に関してのVTRが流された際にさんまは生あくびをした模様が放送されてしてしまい、新聞各社の投書欄に苦情が殺到したことで、NHKからは声がかからなくなったと語っている。周りや視聴者が驚いているのではないかとの問いかけには「いや、テレビの前の人はそうビックリしてないやろ、テレビやから」と意に介さない様子であったが、出演の瞬間、1夜目で最多となる1万7566「イィ」を記録している。

### 2月3日未明・日テレ×NHK
司会
- 中居正広（当時SMAP）- 共通MC[3]
- 桝太一（日本テレビアナウンサー）
- 有働由美子（当時NHKアナウンサー）

冒頭で自身初となるCMふりを行った。
スペシャルゲスト
- 笑福亭鶴瓶

ゲスト
- 日本テレビ側：徳光和夫、関根勤、平愛梨、中山秀征
- NHK側：草野仁、室井佑月、ビビる大木、矢口真里

## 放送時間・放送局
- 第1夜：2013年2月2日 0:58 - 3:00、NHK総合テレビジョンにて放送
  - 当初は2:30までの放送と発表されていた[2]が、直前になって放送時間が30分延長された[12]。
- 第2夜：2013年2月3日 0:50 - 2:20、日本テレビ系列30局ネットで放送
  - 日本テレビ系列局のない佐賀県（ケーブルテレビや直接受信でFBS、KKTを受信できる地域を除く）・沖縄県（本島北部のKYTを受信できる地域を除く）では放送されなかった。
  - 2013年5月25日 14:30 - 16:00には日本テレビ（関東ローカル）で再放送された。
- 2013年3月21日 0:10 - 0:20にはNHKで、24時間ドラマのメイキング映像とプロデューサーの証言を収録した番組『「松坂慶子の女優最後の日」のすべて〜こうして24時間でドラマが作られた〜』が放送され、日本テレビで放送されたNHK制作のドラマ本編がNHKで放送された。

## スタッフ
- ナレーション：山根基世・徳田章・橋本さとし（NHK） / 垂木勉・近石真介（日本テレビ）
- 演出：河瀬大作（NHK） / 秋山健一郎（日本テレビ）[1]
- 製作協力：NHKエンタープライズ / NHKエデュケーショナル / AX-ON
- 製作著作：NHK / 日本テレビ